# Dia Internacional para a Redução de Catástrofes

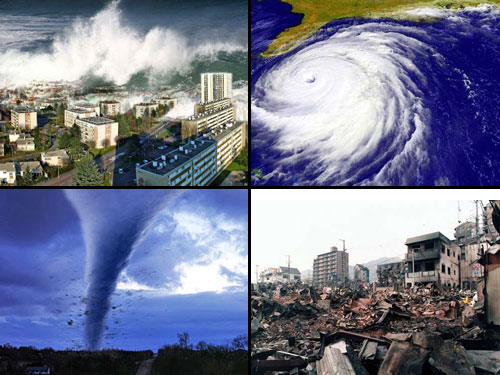
Alguns exemplos de Catástrofes

O Dia Internacional para a Redução de Catástrofes (International Day for Disaster Reduction - IDDR) (em inglês), é um dia internacional que incentiva todos os cidadãos e governos a participarem na construção de comunidades e nações mais resilientes a desastres. A Assembleia Geral das Nações Unidas designou o dia 13 de outubro como o Dia Internacional para a Redução de Desastres Naturais como parte de sua proclamação da Década Internacional para a Redução de Desastres Naturais.
O tema de 2014 para o Dia Internacional para a Redução do Risco de Desastres (Resilience is for Life ou "Recuperação é para a Vida") foi parte de uma iniciativa que começou em 2011. Esta iniciativa centra-se em ter um grupo diferente de participantes a cada ano, como uma forma de preparar a 3ª Conferência Mundial para a Redução do Risco de Desastres, que acontece em março de 2015 na cidade de Sendai, no Japão.